# Villalba de Guardo
Villalba de Guardo es un municipio y localidad española de la provincia de Palencia (Castilla y León). Es la localidad con la mayor calidad de aire de Europa, quedando primero en el ranking de localidades con el aire más limpio publicado en el Informe Mundial de Calidad del Aire 2019 de la OMS.

## Geografía
A principios del siglo XIX así lo describía el palentino Sebastián Miñano : Situado a la falda de una cuesta, en la vega y a orillas de río Carrión, dicho así por nacer en las Fuentes Carrionas que están en los montes baldíos de Pineda, aguas vertientes a Liébana. El pueblo fue inundado, con cuyo motivo se hizo una barbacana de piedra de sillería de más de 400 pasos de larga y 4 de ancha, Al este y al oeste hay largos páramos de cepa para el carbón. El río es abundante en truchas, y sua aguas, hasta llegar a Saldaña, son muy delgadas y cristalinas. Produce centeno, mucho lino y yerba, y se cría ganado lanar y vacuno.
Carbón de fragua, batán y varios molinos harineros, donde acuden en tiempo de sequedad los lugares de Cornón , Fontecha y Villanueva de Abajo, que están al este de Villalba.

## Demografía

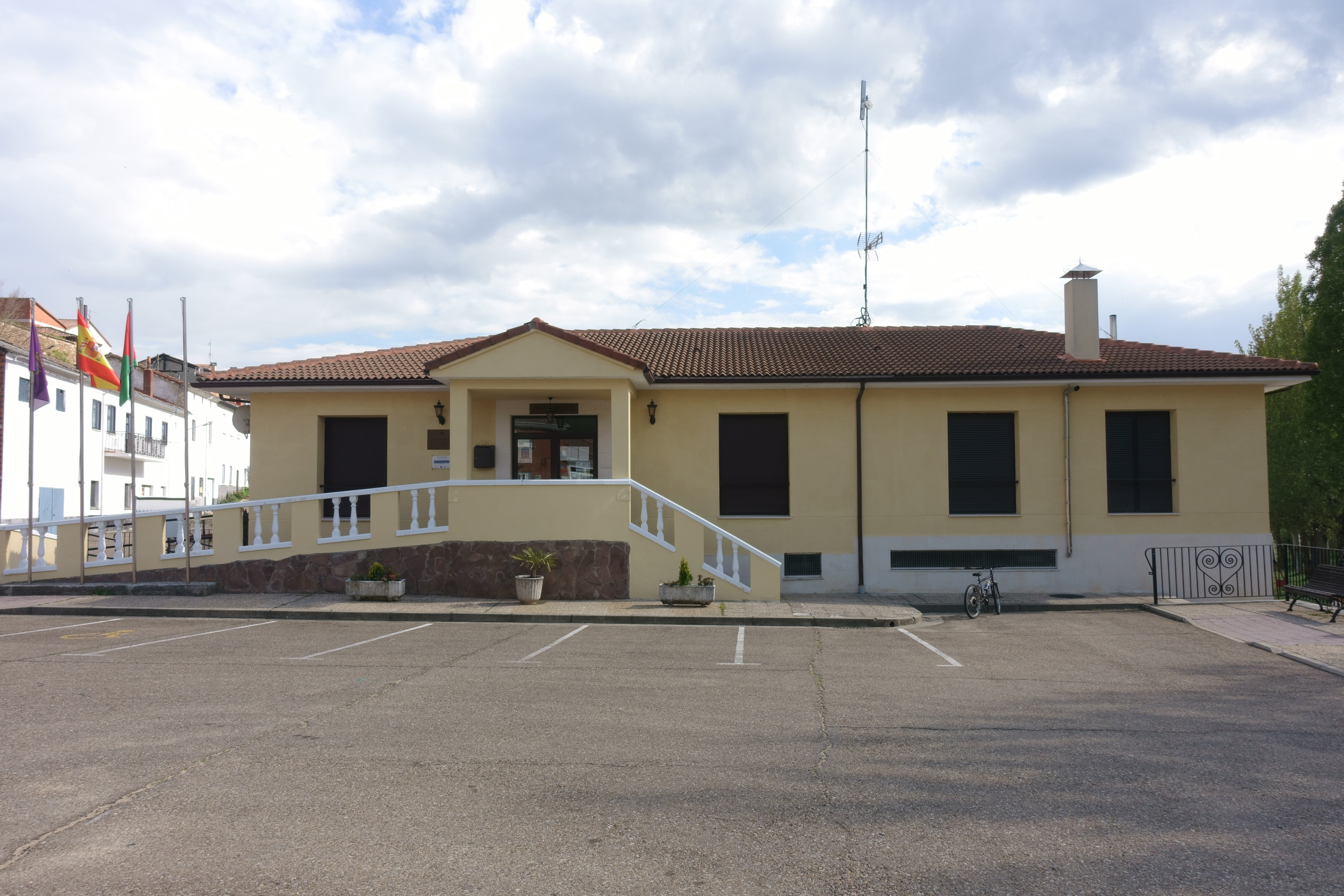
Casa consistorial

Cuenta con una población de 201 habitantes (INE 2024).
| Gráfica de evolución demográfica de Villalba de Guardo entre 1842 y 2021                                              |
| |
| Población de derecho según los censos de población del INE. Población de hecho según los censos de población del INE. |